# Hrvatska riječ (Belgija)
Hrvatska riječ je bio hrvatski iseljenički list.
Bio je listom hrvatskih radnika u Belgiji.
Prvi broj je izašao 1949.
Izlazio je u Luvainu, Jemeppeu na Meusi, Ohainu i u Londonu.

## Vanjske poveznice
- Bibliografija Hrvatske revije[neaktivna poveznica] Hrvatska riječ, list hrvatskih radnika u Belgiji